# George Mudie
George Edward Mudie, född 6 februari 1945, är en brittisk politiker för Labour, som var parlamentsledamot 1992–2005. 
Mudie var kommunstyrelseordförande (Leader of the Council) i Leeds 1980–1989. Han valdes in i underhuset för valkretsen Leeds East i parlamentsvalet 1992, och efterträdde då den tidigare finansministern Denis Healey. Mellan 1997 och 1998 var han vice whip för Labour. Han kandiderade inte för omval i valet 2015.